# Natalia Hernández
Natalia Hernández es una actriz española.

## Biografía
Natalia trabaja en teatro desde 1998.
Debuta en televisión en el 2000 con la serie televisiva Policías, en el corazón de la calle, y ese mismo año apareció en el El comisario.
Su mayor popularidad la consigue con el papel de Patu, amiga de Maite Figueroa (Eva Isanta) en la serie de televisión La que se avecina. Igualmente ha participado en Amar en tiempos revueltos dando vida a Doña Lupe y en varios capítulos de  Aída.
Con La Ternura de Alfredo Sanzol, fue premiada como Mejor actriz secundaria de teatro por la unión de Actores. Desde pequeña estudió música y danza y cuando cumplió los 18 años inició sus estudios de Arte Dramático. Se formó principalmente en la Real Escuela Superior de Arte Dramático de Madrid y entre sus trabajos más destacados en teatro se encuentran el montaje de Carlota, de Miguel Mihura, junto a Carmen Maura y Edipo Rey. De igual manera, más recientemente, de la mano de la dirección de Andrés Lima, ha trabajado en la que podríamos llamar la "trilogía del Shock" del Centro Dramático Nacional: Shock 1. El Cóndor y el Puma, Shock 2. La Tormenta y la Guerra y 1936. Más recientemente, junto a Juan Mayorga, tanto como dramaturgo como director, ha participado en Los yugoslavos.

## Premios
En 2019 recibe el Premio de la Unión de Actores a mejor actriz secundaria de teatro por su interpretación en la obra La ternura, de Alfredo Sanzol.

## Trabajos
| Año             | Serie                               | Canal                   | Personaje         | Notas        |
| --------------- | ----------------------------------- | ----------------------- | ----------------- | ------------ |
| 2000            | Periodistas                         | Telecinco               |                   | 1 episodio   |
| 2000-2001       | Policías, en el corazón de la calle | Antena 3                | Gloria Luna       | 9 episodios  |
| 2000-2006       | El comisario                        | Telecinco               | Patricia          | 2 episodios  |
| 2007-2009; 2020 | La que se avecina                   | Telecinco               | Patu Álvarez      | 10 episodios |
| 2010-2011       | Amar en tiempos revueltos           | La 1                    | Doña Lupe         | 89 episodios |
| 2011            | Aída                                | Telecinco               | Sole              | 3 episodios  |
| 2015            | Cuéntame cómo pasó                  | La 1                    | Menchu            | 1 episodio   |
| 2016            | Centro médico                       | La 1                    | Paciente          | 1 episodio   |
| 2017            | Estoy vivo                          | La 1                    | Beatriz Vargas    | 3 episodios  |
| 2018            | Capítulo 0                          | #0                      | Megan             | 1 episodio   |
| 2018            | Arde Madrid                         | #0                      | Señora Cabina     | 1 episodio   |
| 2018            | Pequeñas coincidencias              | Prime Video             | Exnovia de Javi   | 1 episodio   |
| 2020            | Vergüenza                           | #0                      | Comisaria         | 6 episodios  |
| 2020            | Caronte                             | Prime Video / Telecinco | Amalia Barallobre | 1 episodio   |
| 2020            | Vis a vis: El oasis                 | FOX España              | Elena             | 8 episodios  |
| 2022            | Machos alfa                         | Netflix                 | Tamara            | 1 episodio   |
| 2024            | Serrines, madera de actor           | Amazon Prime Video      | Laura             | 2 episodios  |